# Nimiq (спутник)
Nimiq — серия геостационарных телекоммуникационных спутников, принадлежащих канадскому оператору Telesat. Данные спутники в основном используются компаниями спутникового телевидения Bell TV и EchoStar. С языка инуктитут Nimiq переводится как «сила или объект, который удерживает предметы вместе». Название было выбрано из 36000 вариантов, после проведения конкурса на лучшее название.

## Nimiq 1
Nimiq 1 был запущен 21 мая 1999 года ракета-носителем Протон-К/ДМ-3 с космодрома Байконур. Он стал первым канадским цифровым телекоммуникационным спутником работающим по технологии DTH (direct-to-home), то есть когда спутник транслирует сигнал непосредственно на индивидуальные антенны пользователей. Спутник был построен на базе платформы Lockheed Martin A2100AX со сроком активного существования 12 лет. Стартовая масса аппарата 3600 кг. Полезная нагрузка Nimiq 1 состоит из 32 транспондеров Ku-диапазона.

## Nimiq 2
Nimiq 2 был запущен 30 декабря 2002 года ракета-носителем Протон-М/Бриз-М с космодрома Байконур. Nimiq-2 стал первым коммерческим спутником запущенным ракета-носителем Протон-М. Спутник был построен на базе платформы Lockheed Martin A2100AX со сроком активного существования 12 лет. Стартовая масса аппарата 3600 кг. Полезная нагрузка Nimiq 2 состоит из 32 транспондеров Ku-диапазона и 2 транспондеров Ka-диапазона.
20 февраля 2003 на спутнике произошла авария в системе электропитания, вследствие этого используются только 26 из 32 транспондеров Ku-диапазона

## Nimiq 3, 4i, 4iR
В 2003 году Telesat арендовал у компании DirecTV спутник «DirecTV3». До этого, в октябре 2002 года, DirecTV поместила этот спутник на орбиту захоронения, но в 2003 он был возвращен в эксплуатацию и передан в аренду. Первоначально, Telesat использовала его в качестве резерва для испытывающего проблемы Nimiq 2. Затем, в 2004 году, спутник был переведен на позицию Nimiq-1 и переименован в Nimiq 3.
Позднее, в 2006 году, Telesat арендовал, также у компании DirecTV, спутник «DirecTV2». Спутник был переименован в Nimiq 4i. Он занял позицию 91° з. д., ожидая там старта нового Nimiq 4.
В апреле 2007 года, на Nimiq 4i закончилось топливо и он был заменен на Nimiq 4iR, бывший «DirecTV1».
Все спутники были построены на базе платформы HS-601 компании Hughes и несли в качестве полезной нагрузки 16 транспондеров Ku-диапазона.

## Nimiq 4
Nimiq 4 был запущен 19 сентября 2008 года ракета-носителем Протон-М/Бриз-М с космодрома Байконур. Он заменил Nimiq 4iR и начал предоставлять новейшие сервисы, например такие как телевидение высокой четкости. Спутник был построен компанией EADS Astrium на базе платформы Eurostar E3000 со сроком активного существования 15 лет. Полезная нагрузка Nimiq 4 состоит из 32 транспондеров Ku-диапазона и 8 транспондеров Ka-диапазона.

## Nimiq 5
Nimiq 5 был запущен 17 сентября 2009 года ракета-носителем Протон-М/Бриз-М с космодрома Байконур. Спутник был построен компанией Space Systems/Loral на базе платформы SS/L 1300 со сроком активного существования 15 лет. Вся полезная нагрузка Nimiq 5, которая состоит из 32 транспондеров Ku-диапазона, была арендована компанией Dish Network.

## Nimiq 6
Nimiq 6 был запущен 17 мая 2012 года ракета-носителем Протон-М/Бриз-М с космодрома Байконур. Спутник был построен компанией Space Systems/Loral на базе платформы SS/L 1300 со сроком активного существования 15 лет. Вся полезная нагрузка Nimiq 6, которая состоит из 32 транспондеров Ku-диапазона, была арендована компанией Bell TV.

## Сводная таблица
| Спутники серии «Nimiq» (жёлтым цветом выделены действующие) | Спутники серии «Nimiq» (жёлтым цветом выделены действующие) | Спутники серии «Nimiq» (жёлтым цветом выделены действующие) | Спутники серии «Nimiq» (жёлтым цветом выделены действующие) | Спутники серии «Nimiq» (жёлтым цветом выделены действующие) | Спутники серии «Nimiq» (жёлтым цветом выделены действующие) | Спутники серии «Nimiq» (жёлтым цветом выделены действующие) | Спутники серии «Nimiq» (жёлтым цветом выделены действующие) | Спутники серии «Nimiq» (жёлтым цветом выделены действующие)                                               | Спутники серии «Nimiq» (жёлтым цветом выделены действующие) |
| Название                                                    | Изготовитель и платформа                                    | Дата запуска                                                | Орб. поз.                                                   | Масса, кг                                                   | САС, лет                                                    | Ракета-носитель                                             | Полезная нагрузка КА                                        | Статус |                                                             |
| ----------------------------------------------------------- | ----------------------------------------------------------- | ----------------------------------------------------------- | ----------------------------------------------------------- | ----------------------------------------------------------- | ----------------------------------------------------------- | ----------------------------------------------------------- | ----------------------------------------------------------- | --- | ----------------------------------------------------------- |
| Nimiq 1                                                     | Lockheed Martin/A2100AX                                     | 21.05.1999                                                  | 91,1 з. д.                                                  | 3600                                                        | 12                                                          | Протон-К/ДМ-3                                               | 32 транспондера Ku-диапазона                                | В рабочем состоянии, работает за пределами своего САС                                                     |                                                             |
| Nimiq 2                                                     | Lockheed Martin/A2100AX                                     | 29.12.2002                                                  | 91,1 з. д.ааа                                               | 3600                                                        | 12                                                          | Протон-М/Бриз-М                                             | 32 транспондера Ku-диапазона и 2 транспондера Ka-диапазона  | В рабочем состоянии, в связи с проблемами с электропитанием работают только 26 транспондеров Ku-диапазона |                                                             |
| Nimiq 3 (бывший DirecTV-3)                                  | Hughes/HS-601                                               | 10.06.1995                                                  | 91,1 з. д.                                                  | 2860                                                        | 12                                                          | Ariane-4                                                    | 16 транспондеров Ku-диапазона                               | Был арендован у DirecTV                                                                                   |                                                             |
| Nimiq 4i (бывший DirecTV-2)                                 | Hughes/HS-601                                               | 03.08.1994                                                  | 91,1 з. д.                                                  | 2860                                                        | 12                                                          | Atlas-2A                                                    | 16 транспондеров Ku-диапазона                               | Был арендован у DirecTV, в апреле 2007 года заменен на Nimiq 4iR                                          |                                                             |
| Nimiq 4iR(бывший DirecTV-1)                                 | Hughes/HS-601                                               | 12.12.1993                                                  | 91,1 з. д.                                                  | 2860                                                        | 12                                                          | Ariane-4                                                    | 16 транспондеров Ku-диапазона                               | Был арендован у DirecTV, в конце 2008 года заменен на Nimiq 4                                             |                                                             |
| Nimiq 4                                                     | EADS Astrium/Eurostar E3000                                 | 19.09.2008                                                  | 82 з. д.                                                    | 4800                                                        | 15                                                          | Протон-М/Бриз-М                                             | 32 транспондера Ku-диапазона и 8 транспондеров Ka-диапазона | В рабочем состоянии                                                                                       |                                                             |
| Nimiq 5                                                     | Space Systems/Loral/SS/L 1300                               | 17.09.2009                                                  | 72,7 з. д.                                                  | 4745                                                        | 15                                                          | Протон-М/Бриз-М                                             | 32 транспондера Ku-диапазона                                | В рабочем состоянии                                                                                       |                                                             |
| Nimiq 6                                                     | Space Systems/Loral/SS/L 1300                               | 17.05.2012                                                  | 91,1 з. д.                                                  | 4745                                                        | 15                                                          | Протон-М/Бриз-М                                             | 32 транспондера Ku-диапазона                                | В рабочем состоянии                                                                                       |                                                             |